# ルイス・シャウブ
ルイス・シャウブ（Louis Schaub, 1994年12月29日 - ）は、ドイツ・ヘッセン州出身のサッカー選手。FCルツェルン所属。オーストリア代表。ポジションはミッドフィールダー。

## 経歴

### クラブ
12歳の頃にオーストリア・ブンデスリーガに属するFCアドミラ・ヴァッカー・メードリングの育成部門からSKラピード・ウィーンの育成部門へ移籍。早い時期から頭角を現し弱冠16歳でオーストリア3部に所属するセカントチームでデビュー。17歳でプロ契約を結びトップチームに昇格する。プロ契約2年目からチームの主力として定着、18歳で既にUEFAヨーロッパリーグでFCディナモ・キーウ戦やKRCヘンク戦などで先発出場を果たす。2014-15シーズン以降はクラブから背番号10番を請け負い、攻撃の中心的存在になっている。
2018年、ドイツ・ブンデスリーガの1.FCケルンに移籍。2020-21シーズンはFCルツェルンに期限付き移籍した。

### 代表
オーストリア代表チームではU16、U17、U19でプレーした後、2013年にはU21代表でプレー。U21代表では16試合に出場し3得点を決めている。
2016年10月6日のワールドカップ予選ウェールズ戦でA代表デビュー。2017年9月5日の同予選ジョージア戦で代表初得点を挙げた。

## 人物
オーストリア人の母親とドイツ人の父親を持つ。父親はドイツ・ブンデスリーガのアイントラハト・フランクフルト、SCフライブルク、ボルシア・ドルトムントなどでプレーした元サッカー選手のフレッド・シャウブであったが、2003年に交通事故に巻き込まれ亡くなった。ルイス本人も事故当時同じ車に乗っており負傷したが命はとりとめた。

## タイトル

### クラブ
1.FCケルン
- ドイツ・ブンデスリーガ2部 : 2018-19